# Роза Люксембург (Гомельская область)
Роза Люксембург (бел. Роза Люксембург; до 1919 года — Оляськая) — деревня в Добрынском сельсовете Ельского района Гомельской области Белоруссии.

## География

### Расположение
В 18 км на юг от Ельска, в 11 км от железнодорожной станции Словечно (на линии Ельск — Овруч), в 195 км от Гомеля.

## Гидрография
На востоке, севере и западе мелиоративные каналы, соединённые с рекой Словечна (приток реки Припять).

## Транспортная сеть
Рядом автодорога Словечно — Ельск. Планировка состоит из прямолинейной, почти меридиональной ориентации улицы, перекрещенной короткой прямолинейной улицей. Застройка двусторонняя, деревянная, усадебного типа.

## История
Обнаруженный археологами в 3 км на север от деревни курганный могильник (5 насыпей) свидетельствует о заселении человеком этих мест с давних времён. По письменным источникам известна с XIX века как хутор в Мозырском уезде Минской губернии. В 1917 г. колония Оляськая и одноимённый хутор в Королинской волости Мозырского уезда.
В 1919 году в национализированном здании открыта школа. С 1929 года до 16 июля 1954 года и с 25 февраля 1977 года центр Роза-Люксембургского сельсовета Королинского, с 5 февраля 1931 года Ельского районов Мозырского (до 26 июля 1930 года, с 21 июня 1935 года до 20 февраля 1938 года) округа, с 20 февраля 1938 года Полесской, с 8 января 1954 года Гомельской областей. В 1931 году организован колхоз. 47 жителей погибли на фронтах Великой Отечественной войны. В 1959 году центр колхоза имени XX съезда КПСС. Действуют средняя школа, Дом культуры, библиотека, детский сад, фельдшерско-акушерский пункт, отделение связи, швейная мастерская, магазин.
В 1967 году в деревне насыпан Курган Славы в честь дружбы русского, белорусского и украинского народов.
В состав Роза-Люксембургского сельсовета до 1919 года входила в настоящее время не существующая деревня Анзельмовка.

## Население

### Численность
- 2004 год — 106 хозяйств, 275 жителей.
- 2017 год-23 хозяйства, 63 жителя

### Динамика
- 1897 год — 16 дворов, 121 житель (согласно переписи).
- 1917 год — 772 жителя; на хуторе — 81 житель.
- 1959 год — 493 жителя (согласно переписи).
- 2004 год — 106 хозяйств, 275 жителей.